# Harry Potter și Camera Secretelor (film)
Harry Potter și Camera Secretelor este cel de-al doilea film din renumita serie Harry Potter, bazat pe romanul cu același nume al lui J.K. Rowling. Actorii principali sunt ca de obicei, Daniel Radcliffe, Rupert Grint și Emma Watson. Premiera a avut loc în Londra, la 3 noiembrie 2002, în SUA și Marea Britanie la 15 noiembrie 2002, iar în România, la 20 decembrie 2002.

## Subiectul
Filmul este bazat pe al doilea roman din seria cunoscută de cărți despre Harry Potter scrise de J.K. Rowling, roman apărut și în România, la Editura Egmont România și Editura Arthur. .
Harry Potter nu a avut o vară prea bună. Nu numai că a trebuit să stea cu tiranica sa mătușă Petunia, cu unchiul său Vernon Dursley și cu spaima lor privind calitățile sale magice, dar se pare că cei mai buni prieteni ai săi, Ron Weasley și Hermione Granger l-au uitat de vreme ce nu i-au trimis niciun singur răspuns la scrisorile sale.
Apoi, brusc și misterios, spiridușul casei Dobby apare în dormitorul lui Harry și-l avertizează de un mare pericol dacă el se va duce la Hogwarts - Școala de Vrăjitorie și Magie.
Dobby este atât de zelos să-l prevină pe Harry să nu se întoarcă la Hogwarts, încât a oprit toată corespondența primită de la Ron și Hermione. În ciuda eforturilor disperate ale spiridușului, Harry este salvat din sinistra casă a Dursley-lor de către Ron și frații săi, cu ajutorul unei mașini zburătoare și dus în primitoarea casă a familiei Weasley.
Dar când Harry și Ron sunt împiedicați, în mod ciudat, să intre pe peronul 9 și ¾ pentru a se îmbarca în expresul de Hogwarts ce urma să-i ducă înapoi la școală, băieții iau măsuri de urgență pentru a nu întârzia și a nu trezi mânia profesorului Snape, care cere exmatricularea lor după ce ei distrug mașina zburătoare Ford Anglia intrând cu ea în fermecătoarea salcie plesnitoare de la Hogwarts.
Între timp, acțiunile eroice din primul an ale lui Harry s-au răspândit în toată școala Hogwarts și el se trezește în centrul unei atenții nedorite.
Printre noii săi fani se află: sora mai mică a lui Ron, Ginny; bobocul ce vrea să devină fotograf, Colin Creevey și noul profesor de Apărare Împotriva Magiei Negre, Gilderoy Lockhart.
Eclipsat numai de vanitatea sa, Lockhart tânjește după atenția pe care Harry o evită și este nerăbdător să se asemene cu tânărul erou de la Hogwarts.
Dar nici măcar Lockhart nu poate oferi o explicație pentru noua teroare amenințătoare, care a cuprins întreaga școală.
Acum toți ochii sunt îndreptați spre Harry și prietenii săi încep să se îndoiască de el. Toată lumea face asta cu excepția lui Ron, a Hermionei și a fragilei Ginny, care este preocupată de noul său jurnal misterios.
Harry nu-și abandonează prietenii și, cu sau fără ajutorul lui Lockhart, el va înfrunta forța neagră ce stătea ascunsă în iubita lui școală.

## Distribuție (în ordine alfabetică)
- Alan Rickman - Profesorul Severus Snape (Plesneală)
- Bonnie Wright - Virginia Weasley (Ginny)
- Daniel Radcliffe - Harry Potter
- David Bradley - Argus Filch
- Emma Watson - Hermione Granger
- Fiona Shaw - Mătușa Petunia Dursley
- Harry Melling - Dudley Dursley
- Ian Hart - Profesorul Quirrell
- John Cleese - Sir Nicholas De Mimsy-Porpington (Nick Aproape-Făr-De-Cap sau Nick-Cel-Decapitat-Un-Pic)
- John Hurt - Mr. Ollivander
- Julie Walters - Dna. Weasley
- Katharine Nicholson - Pansy Parkinson
- Maggie Smith - Profesoara Minerva McGonagall
- Matthew Lewis - Neville Longbottom (Poponeață)
- Richard Griffiths - Unchiul Vernon Dursley
- Richard Harris - Directorul Albus Dumbledore
- Robbie Coltrane - Rubeus Hagrid
- Rupert Grint - Ron Weasley
- Tom Felton - Draco Malfoy (Reacredintă)

1. ↑   http://uflix.me/movie/25487-harry-potter-and-the-chamber-of-secrets Lipsește sau este vid: |title= (ajutor)
2. ↑   http://www.rottentomatoes.com/m/harry_potter_and_the_chamber_of_secrets/trailers/11104139 Lipsește sau este vid: |title= (ajutor)
3. 1 2  Box Office Mojo, accesat în 7 mai 2022